# 伊赫拉瓦縣

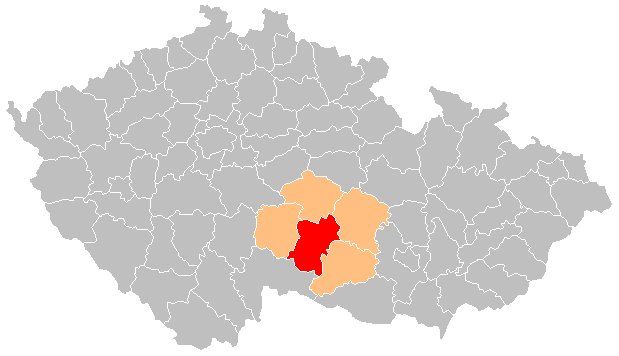

49°23′44″N 15°35′27″E / 49.39556°N 15.59083°E
伊赫拉瓦縣（捷克語：Okres Jihlava），是捷克的縣份，位於該國中部，由維索基納州負責管轄，首府設於伊赫拉瓦，面積1,199平方公里，2020年人口113628，人口密度每平方公里94人。